# Heptapeptid
Heptapeptidy jsou oligopeptidy s molekulou složenou ze sedmi molekul aminokyselin, které jsou vzájemně propojeny peptidovou vazbou. Stejně jako většina peptidů hrají heptapeptidy důležitou roli v živých organismech a ve farmacii. Mezi známé heptapeptidy patří Angiotenzin III, Falacidin, Faloidin, Faloin a ostatní falotoxiny.

## Lineární heptapeptidy

Beta Casmorphine 7 - pořadí aminokyselin

Heptapeptidy s lineární strukturou mají aminokyseliny v řetězci vzájemně propojeny šesti peptidovými vazbami.

### β-kasomorfin-7

Deltorphin-I - pořadí aminokyselin

β-Casomorphine-7 byl izolován v roce 1979 německým lékařem Hansjörgem Teschemacherem z kaseinu skotu - peptonu. Tento peptid je jedním z opioidních peptidů. Nelze ho rozštěpit enzymovou pronasou.

### Deltorfin-I a deltorfin-II

Dermorfin - pořadí aminokyselin

Deltorfin-I obsahuje kyselinu asparagovou a deltorfin II glutamovou. V roce 1989 byly extrahovány z kůže žáby Phyllomedusa bicolor italským farmakologem Vittoriem Erspamerem. Patří k opioidním peptidům a selektivně se váže na δ-opioidní receptory.

### Dermorfin

Wwamid-1 - pořadí aminokyselin

Demorfin patří také do skupiny opioidních peptidů. Poprvé byl extrahován z kůže žáby Phyllomedusa sauvagei v roce 1980 Italem Carlo Montecucchi. Na rozdíl od deltorfinu-I a deltorfinu-II se selektivně váže na μ-opioidní receptory.

### Wwamid-1
Wwamid-1 byl extrahován v roce 1993 Japoncem Hirojuki Minakatou z ganglií afrického hlemýžďového šneka Achatiny fulica. Tento neuropeptid je inhibitorem centrálního neuronu hlemýžďů. Kromě toho vykazuje účinky v periferním nervstvu různých měkkýšů, inhibuje nebo podporuje svalové kontrakce.

## Cyklické heptapeptidy

Faloidin - pořadí aminokyselin

Cyklické heptapeptidy jsou heptapeptidy ve tvaru kruhu. Uzavření kruhu vytváří sedmá peptidová vazba nebo jiné kovalentní vazby, například u heptapeptidu viroisinu.

### Faloidin

Viroisin - pořadí aminokyselin

Faloidin je cyklický heptapeptid, který patří do skupiny falotoxinů. Jedná se o skupinu toxinů nalezených v zelené houbě Amanita faloides. V krystalické formě byl z této houby izolován v roce 1937 dvěma Němci, Feodorem Lynenovem a Ulrichem Wielandovem.
Jeho toxicita spočívá v tom, že změní membrány jaterních buněk tak, že na nich vytvoří výčnělky, které vstřebávají krev. To je způsobeno tím, že faloidin inhibuje depolymerizaci vláknitého F-aktinu na monomerní G-aktin, tedy degraduje mikrofilamenty.

### Viroisin
Viroisin patří do skupiny virotoxinů. Jedná se o monocyklický toxický heptapeptid, který byl nalezen v některých houbách. V Evropě je tato skupina toxických peptidů obsažena pouze v plísňových druzích Amanita virosa. Heinzi Faulstichovi se podařilo izolovat viroisin právě z této houby.
Mechanismus účinku viroisinu je velmi podobný působení faloidinu. Stejně jako faloidin zabraňuje viroisin depolymerizaci vláknitých F-aktinů, takže krev je absorbována do jater.